# Вюрцбургская резиденция
Вюрцбургская резиденция (нем. Würzburger Residenz) — дворцово-парковый ансамбль в стиле барокко, главная достопримечательность франконского города Вюрцбург. Построен архитектором Балтазаром Нейманом в период с 1719 по 1744 годы. Внутреннее убранство продолжало создаваться вплоть до 1780-х годов.
До проводившейся в ходе секуляризации ликвидации церковных территориальных образований здесь находилась резиденция князей-епископов Вюрцбурга (до постройки этого дворца располагавшаяся на другом берегу Майна — на холме Святой Марии). Дворец относится к архитектурным шедеврам южнонемецкого барочно-рокайльного стиля и позднего европейского барокко. Это первый из дворцов Германии, включённых ЮНЕСКО в список Всемирного наследия.
Строительство Вюрцбургской резиденции было начато при архиепископе Иоганне-Филиппе-Франце фон Шёнборне в 1719 году. Заказчик умер через четыре года, так и не увидев готового дворца. Дворец был спроектирован 33-летним Бальтазаром Нейманом, который закончил возведение стен в канун 1744 года — во время правления брата первоначального заказчика, князя-архиепископа Фридриха Карла из рода Шёнборнов.

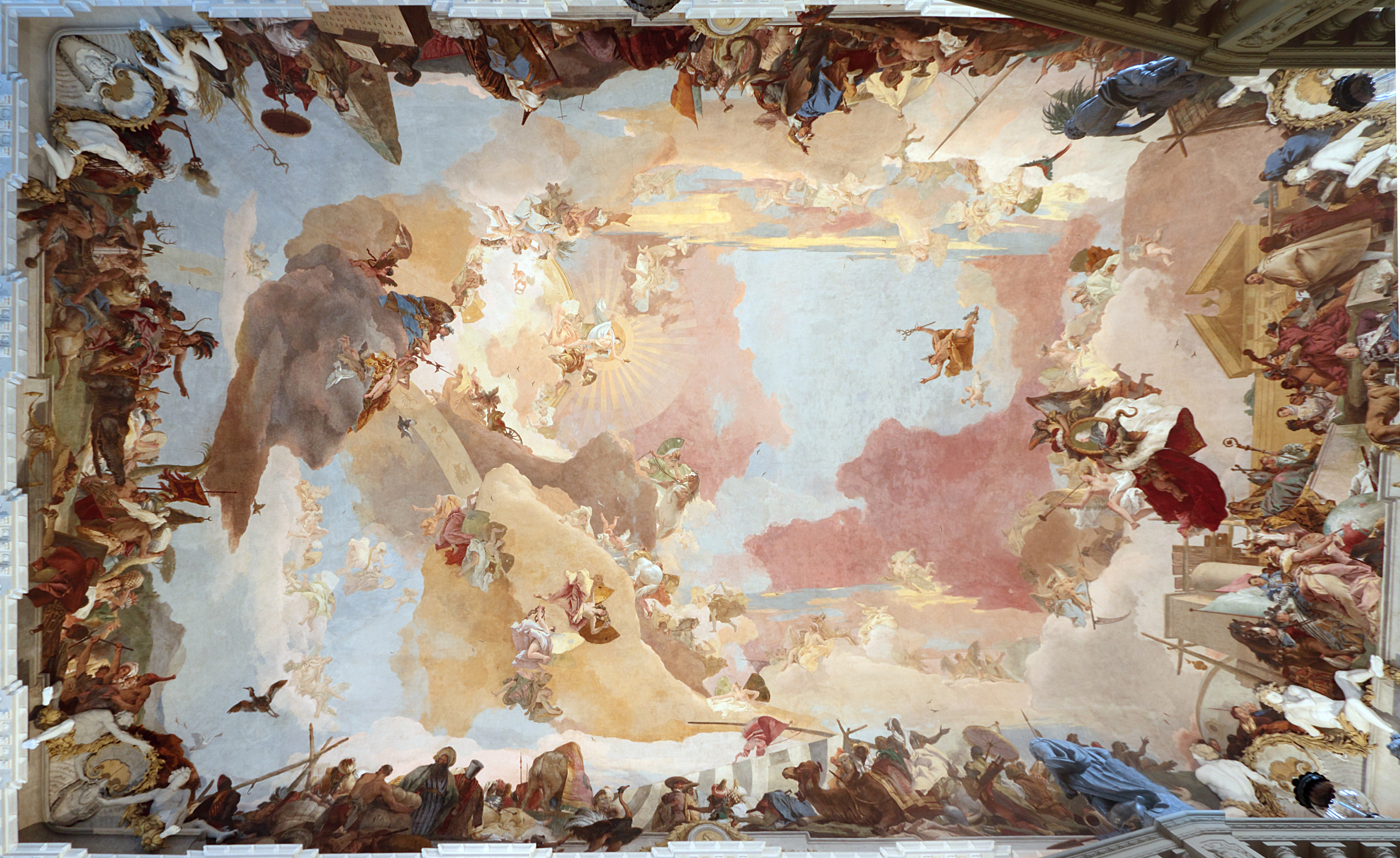
Дж. Б. Тьеполо. Аллегории Четырёх частей света. Роспись плафона Парадной лестницы дворца. 1750—1753

В оформлении дворца фресками и стукко (лепниной из гипса) приняли участие Джованни Баттиста Тьеполо (Парадная лестница, украшенная самыми крупными потолочными фресками в мире, Императорский зал, придворная церковь), Антонио Джузеппе Босси (Белый зал) и Януариус Цик (Садовый зал). Плафон Парадной лестницы резиденции расписан знаменитым венецианским живописцем Джованни Баттиста Тьеполо с сыновьями Джандоменико и Лоренцо в 1750—1753 годах. Это произведение с аллегорическим изображением четырёх частей Света считается одной из вершин венецианского рокайльно-барочного стиля с приёмами тромплёй. Скульптуру дворцового сада и некоторых интерьеров создавал Иоганн Александр Вагнер.
Декоративное оформление интерьеров выполнялось в три этапа и началось ещё при Фридрихе Карле. При его преемнике Карле Филиппе фон Грейфенклау были выполнены известные живописные работы. Со смертью заказчика Грейфенклау закончилась эпоха «вюрцбургского рококо». Более поздние интерьеры, появившиеся при Адаме Фридрихе фон Зейнсгейме, выполнялись в более скромном стиле Людовика XVI.
В вюрцбургской резиденции в 1806—1813 годах трижды останавливался Наполеон I, последние два раза со своей второй женой Марией-Луизой, дядя которой, бывший тосканский правитель Фердинанд III, в это время был великим герцогом Вюрцбургским. В этот период некоторые помещения дворца («тосканские комнаты») были оформлены в неоклассическом стиле, на который повлиял и наполеоновский ампир.
В 1821 году в резиденции родился баварский принц-регент Луитпольд, во время своего правления (1886—1912) заботившийся об украшении резиденции, в частности, открывший перед ней в 1894 году фонтан с женской фигурой, олицетворяющей Франконию.
Во время бомбардировки Вюрцбурга 16 марта 1945 года резиденции был причинён значительный ущерб, ряд её залов полностью утрачен (при этом центральная её часть, включая роспись Тьеполо и оформление Белого и Императорского залов, уцелела). Большую роль в консервации повреждённого шедевра вскоре после занятия города войсками союзников сыграл американский искусствовед Джон Скилтон. Масштабные работы по реставрации развернулись в 1960—1970-е годы и завершились лишь осенью 2006 года; часть экспозиции резиденции посвящена истории восстановительных работ.

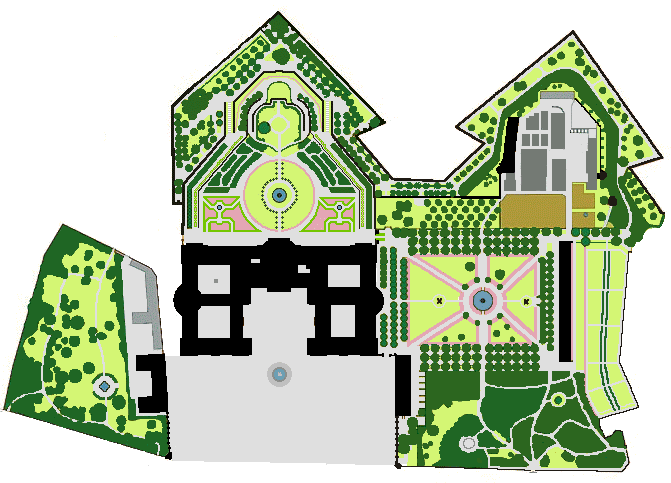
План дворцово-паркового ансамбля
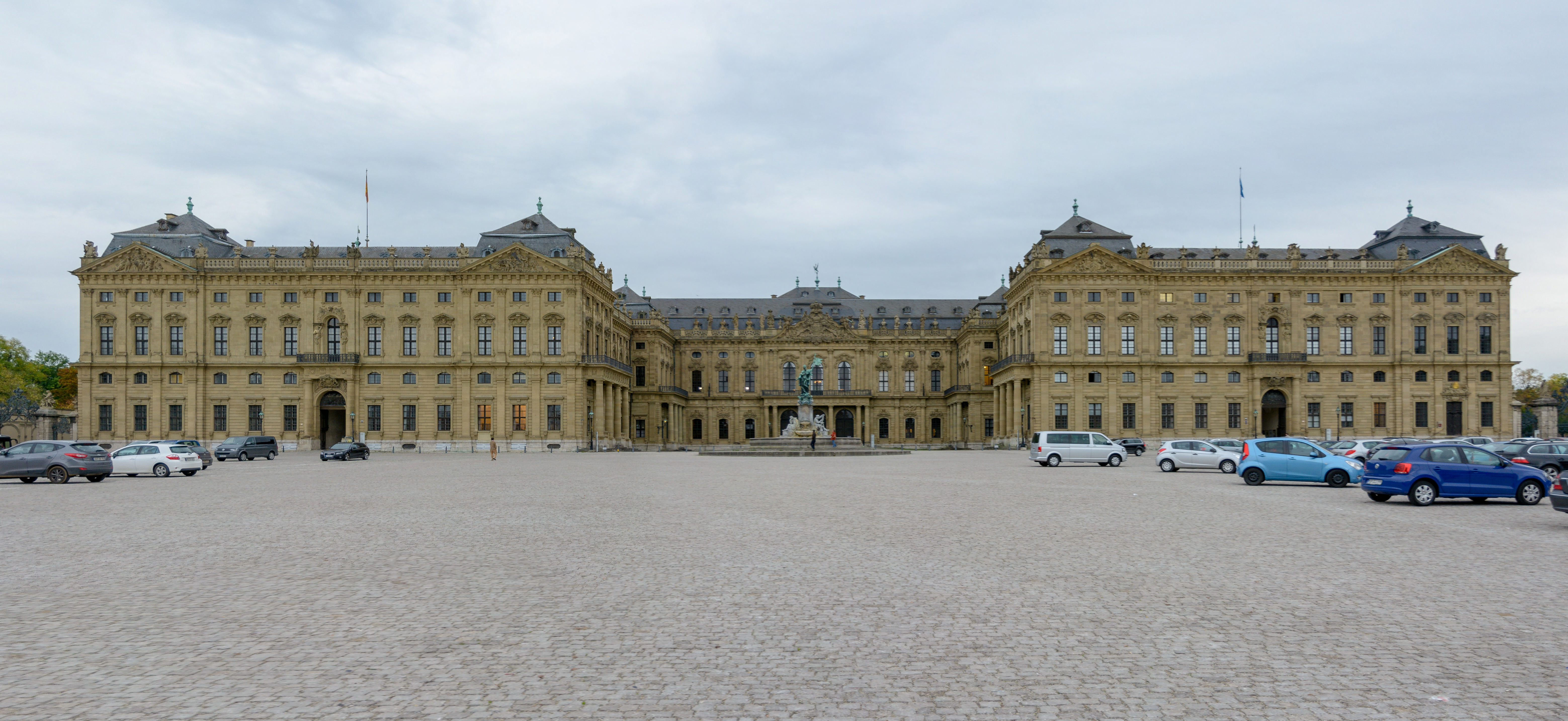
Площадь перед резиденцией
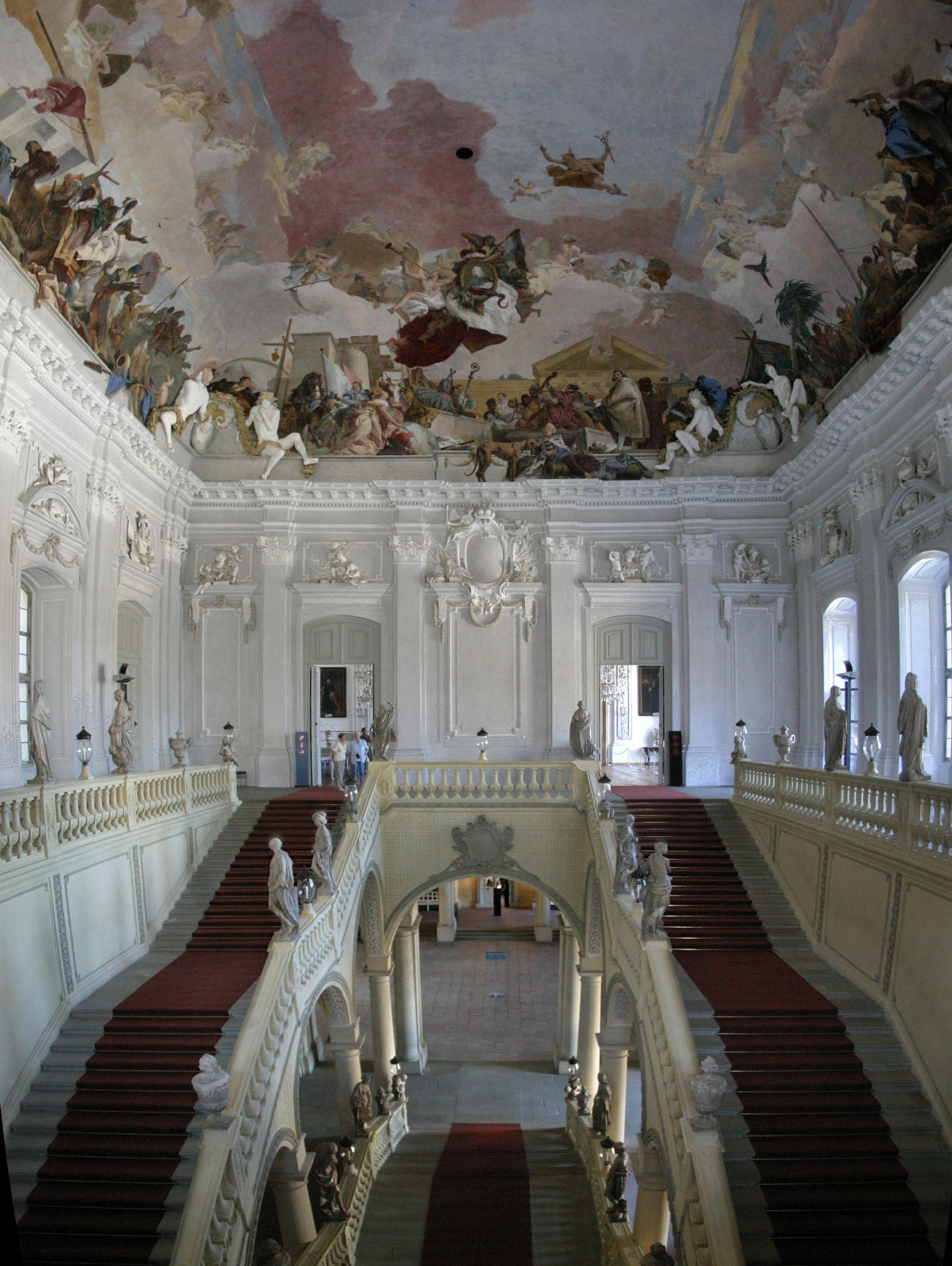
Парадная лестница. Роспись плафона Дж. Б. Тьеполо
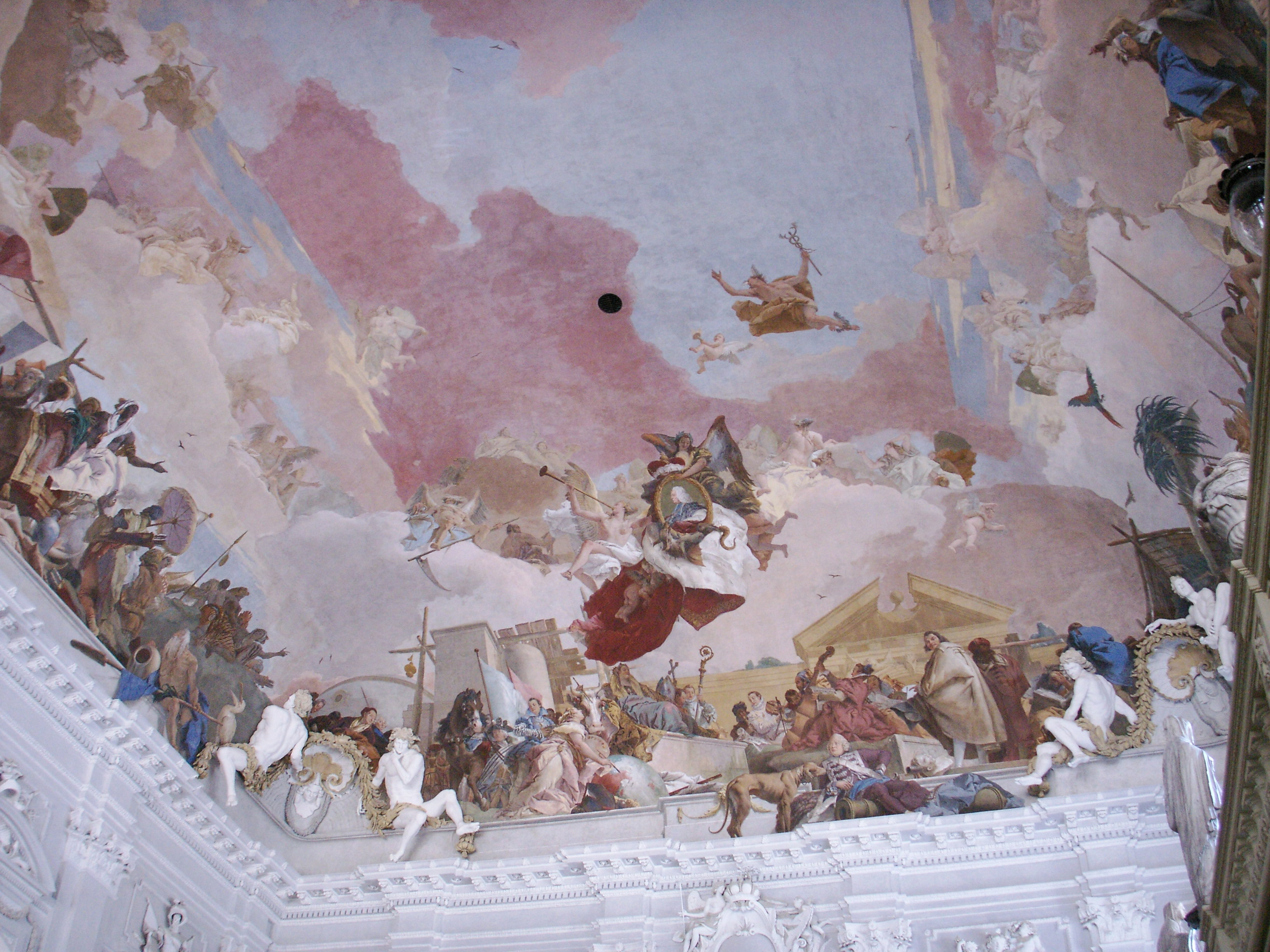
Плафон
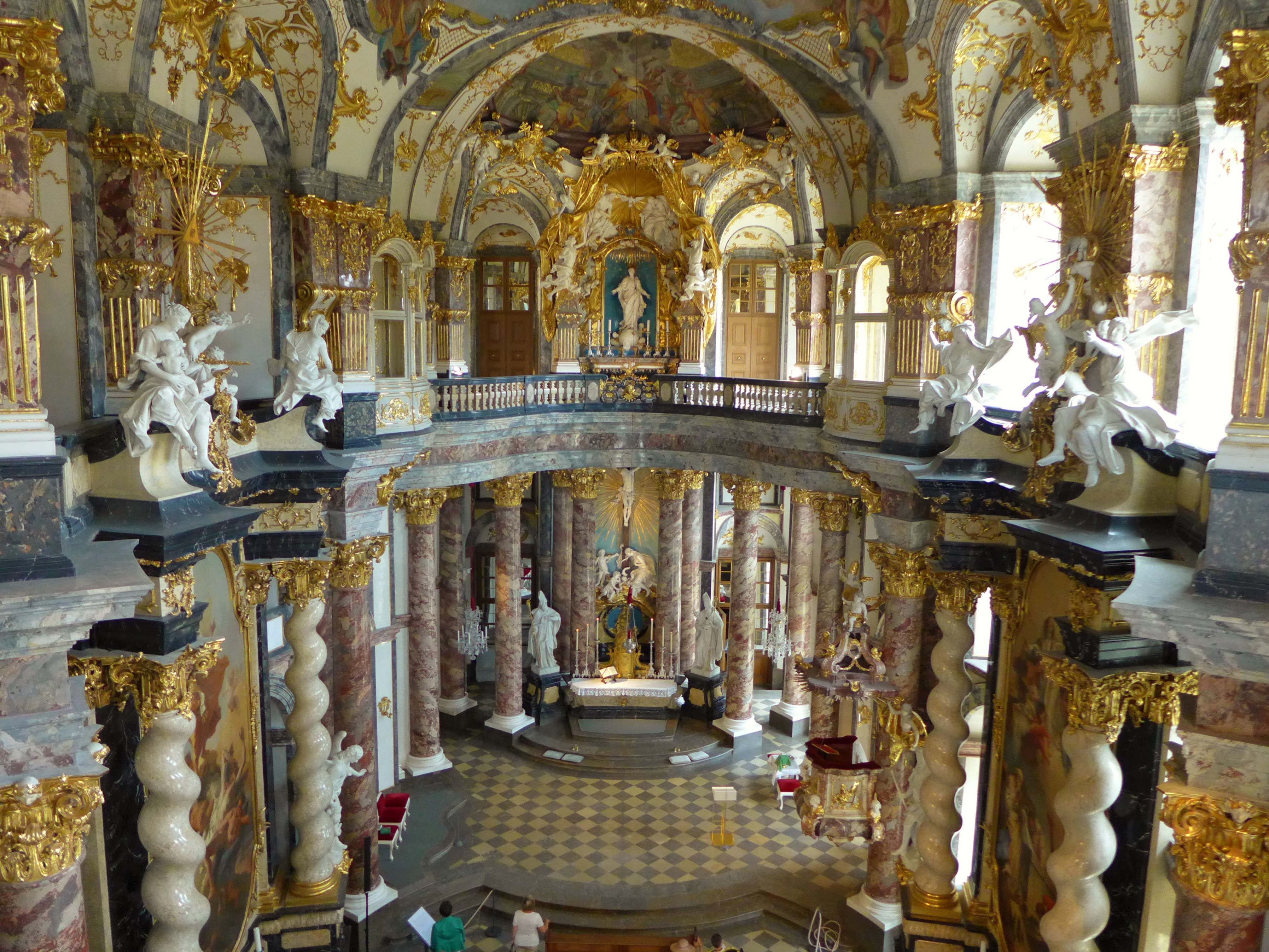
Дворцовая капелла
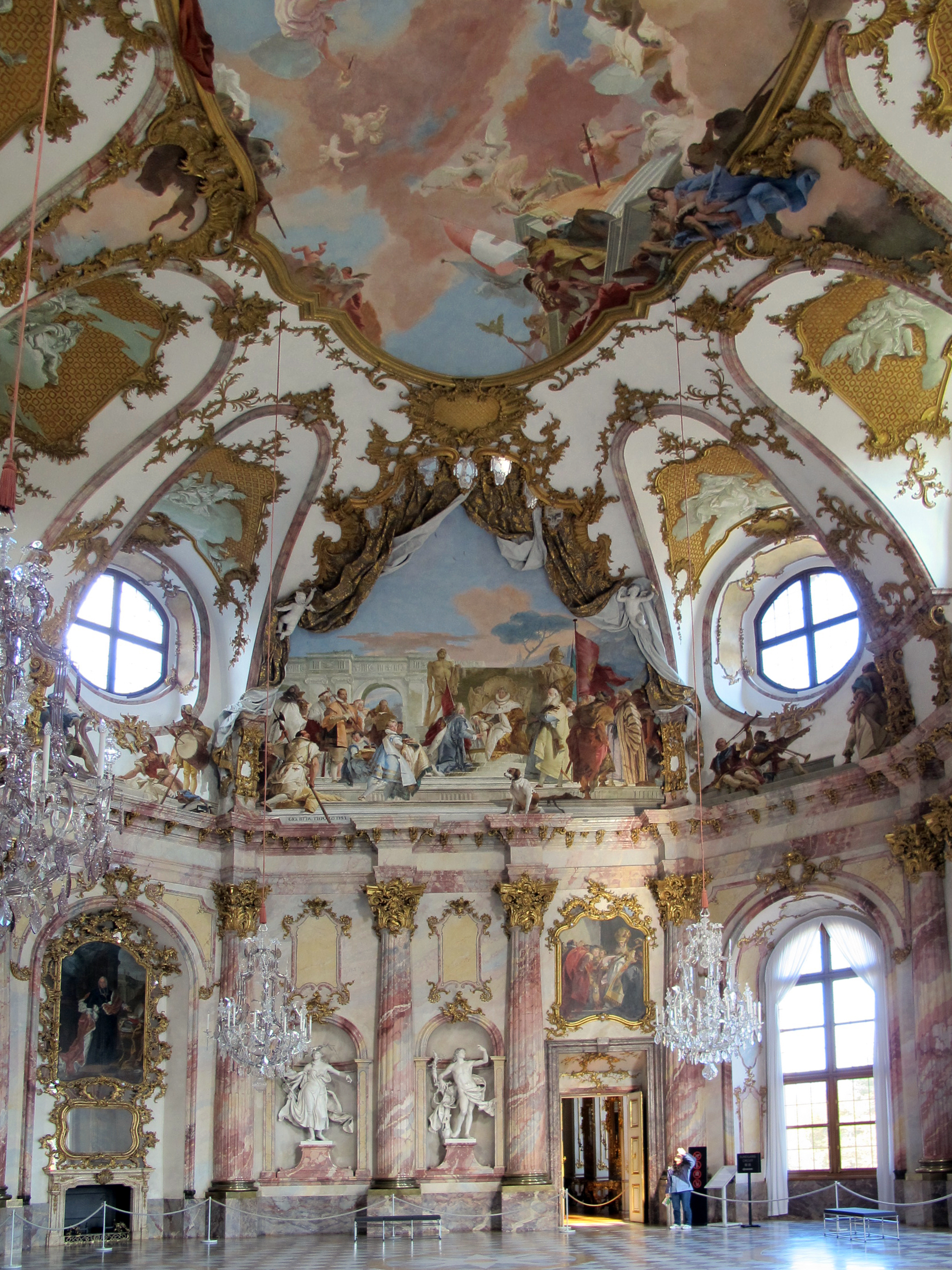
Императорский зал с росписями Тьеполо
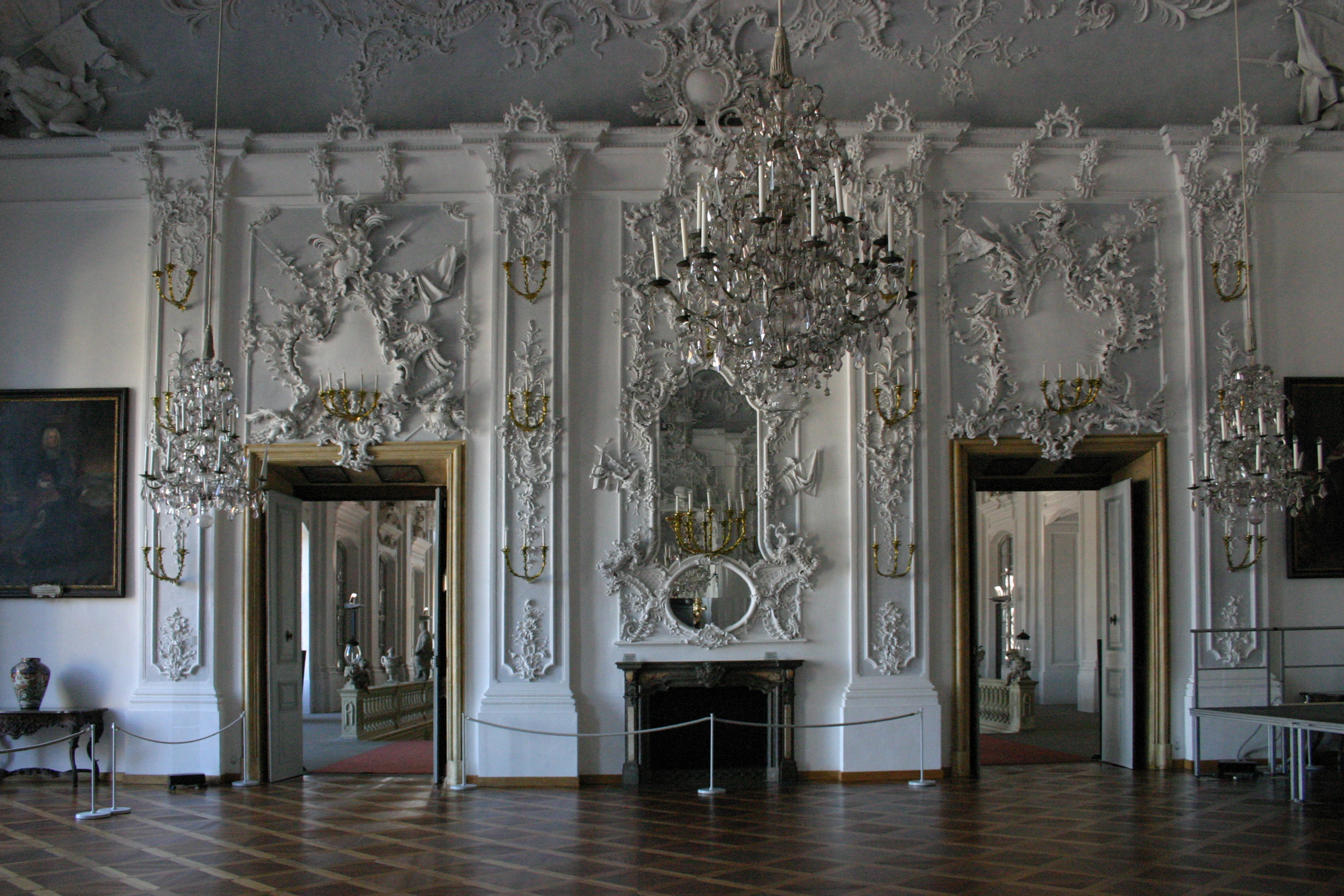
Белый зал
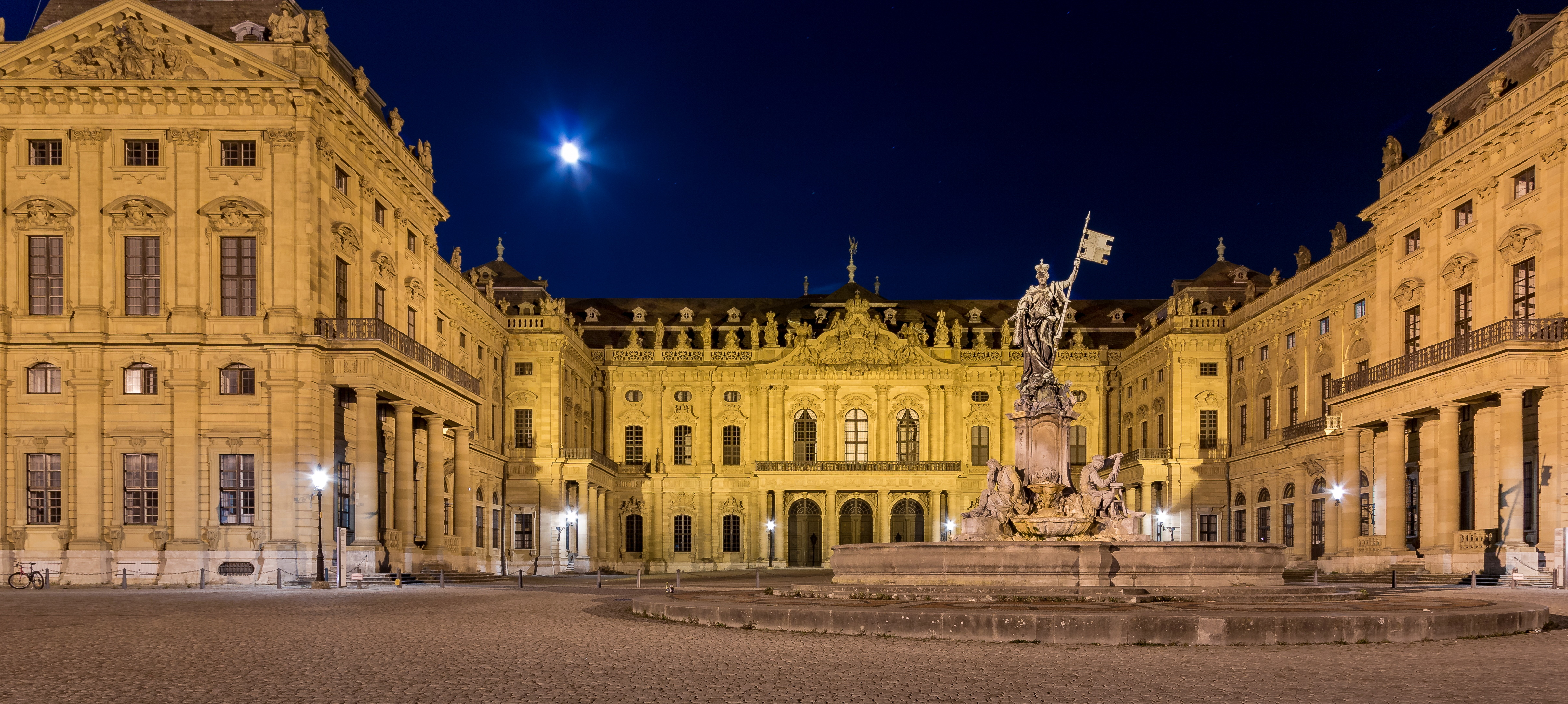
Фонтан «Франкония» перед входом во дворец